# Kraljevstvo Juda
Kraljevstvo Juda (heb. מַמלְכת יְהוּדָה Mamlekut Jehuda) bilo je ime za kraljevstvo što su tvorila plemena: Juda, Šimun i Benjamin, a nastalo je nakon podjele Kraljevstva Izrael na Sjeverno i Južno kraljevstvo. Kraljevstvo Juda bilo je smješteno na jugu, dok je prijestolnica grad Jeruzalem.

## Biblijski izvještaj
Prema biblijskom izvještaju, predstavlja nastavak Davidova i Salomonova kraljevstva, a prvi je kralj bio Salomonov sin Roboam. U početku su kraljevi Kraljevstva Jude nastojali proširiti svoju vlast i na sjever, a onda su, skupa sa sjevernim Kraljevstvom Izrael nastojali obraniti svoja područja od Arama.
Odražalo se kao neovisno kraljevstvo, ili u poluvazalskom odnosu sad prema Egiptu, sad prema Asiriji, sad prema Babiloniji sve do 587. pr. Kr., kada je konačno palo pod vlast Babilonije u vrijeme babilonskog kralja Nabukodonosora II. Posljednji kralj Jude bio je Sidkija, koji je odveden u Babilon.
Najveći procvat ovo je kraljevstvo doživjelo u doba kraljeva Ezekije (716. – 687. pr. Kr.) i Jošije (640. – 609. pr. Kr.), koji su uspjeli centralizirati državnu vlast, obilno se pritom služeći i centraliziranim kultom u Jeruzalemu. Nakon pada Sjevernog Kraljevstva pod asirsku vlast (721. pr. Kr.), kralj Ezekija širi svoja područja prema sjeveru.

## Pisani izvori i arheologija
Početkom Kraljevstva Jude, egipatski faraon Šešonk I. (945. – 925. pr. Kr.) provaljuje u ovo područje i pljačka Hram, a u Megidu će ostaviti svoju stelu (spomenik s natpisom) u kojem opisuje svoj pohod.
Istovremeno postoje aramejski izvori o kraljevima u Damasku. Osobito je značajan Hazael (nakon 850. pr. Kr.) koji je bio u sukobu s oba židovska kraljevstva. O tome govori stela iz Tel Dana iz toga doba.

### Sukobi s Asircima
Asirci sredinom 8. st. pr. Kr. koriste slabost Arama i egipatske unutarnje borbe, te osvajaju široka područja Bliskog istoka i postaju stvarna opasnost i za Južno kraljevstvo, osobito u doba asirskoga kralja Sargona (kraj 8. st. pr. Kr.). Sargon 711. pr. Kr. osvaja grad Ašdod, a njegov nasljednik Sanherib (oko 704. – 681. pr. Kr.) judejskom kralju Ezekiji oduzima 46 gradova i nameće mu plaćanje danka. Na povratku iz Arabije osvaja i značajan utvrđeni grad Lakiš u srcu Jude, o čemu postoje zapisi židovskih branitelja, kao i reljef u Ninivi, asirskoj prijestonici, koji prikazuje osvajanje grada, ali bez navedenog datuma.
U takvoj je situaciji Ezekija radio na utvrđivanju grada: podigao je nove zidine i proveo podzemni tunel kojim je vodu s izvora Gihon doveo unutar gradskih zidina, a zatvorio pristup vodi eventualnim osvajačima. U tom je tunelu nađen uklesan natpis iz toga doba, koji opisuje kako su radnici počeli kopati prolaz s obje strane da bi se na koncu našli u sredini.
Zapisi asirskoga kralja Asarhadona (680. – 669. pr. Kr.) spominju da je primao danak od zapadnih kraljeva, među kojima i od judejskoga kralja Manašea (oko 687. – 642. pr. Kr.). Isti se judejski kralj nalazi i u popisu vladara koji plaćaju danak Asurbanipalu (oko 669. – 630. pr. Kr.). Sačuvana je Asurbanipalova biblioteka u Ninivi.

### Babilonska opasnost
Od 625. pr. Kr. raste moć Babilonije, a Nabukodonosor II. već kao prijestolonasljednik pobjeđuje faraona Neka II. i osvaja Asiriju, a potom i Siriju. Krajem 7. st. pr. Kr. osvaja i Aškelon, dok od 597. pr. Kr. opsjeda Jeruzalem, nakon čega vladari Judeje postaju njegovi vazali. Nebuzaradinian, koji se u Bibliji spominje kao rušitelj jeruzalemskog Hrama, ali i čitavoga grada (kolovoz 587. pr. Kr.), u babilonskom se popisu kraljevih službenika spominje na samom vrhu.
To je razaranje označilo i kraj Kraljevstva Jude.

## Poveznice
- Povijest Izraela i Palestine
- Popis židovskih vladara
- 12 izraelskih plemena
- Kraljevstvo Izrael